# James P. Gordon
James Power Gordon (* 20. März 1928 in New York City; † 21. Juni 2013) war ein US-amerikanischer Physiker, der sich mit Quantenoptik beschäftigte.

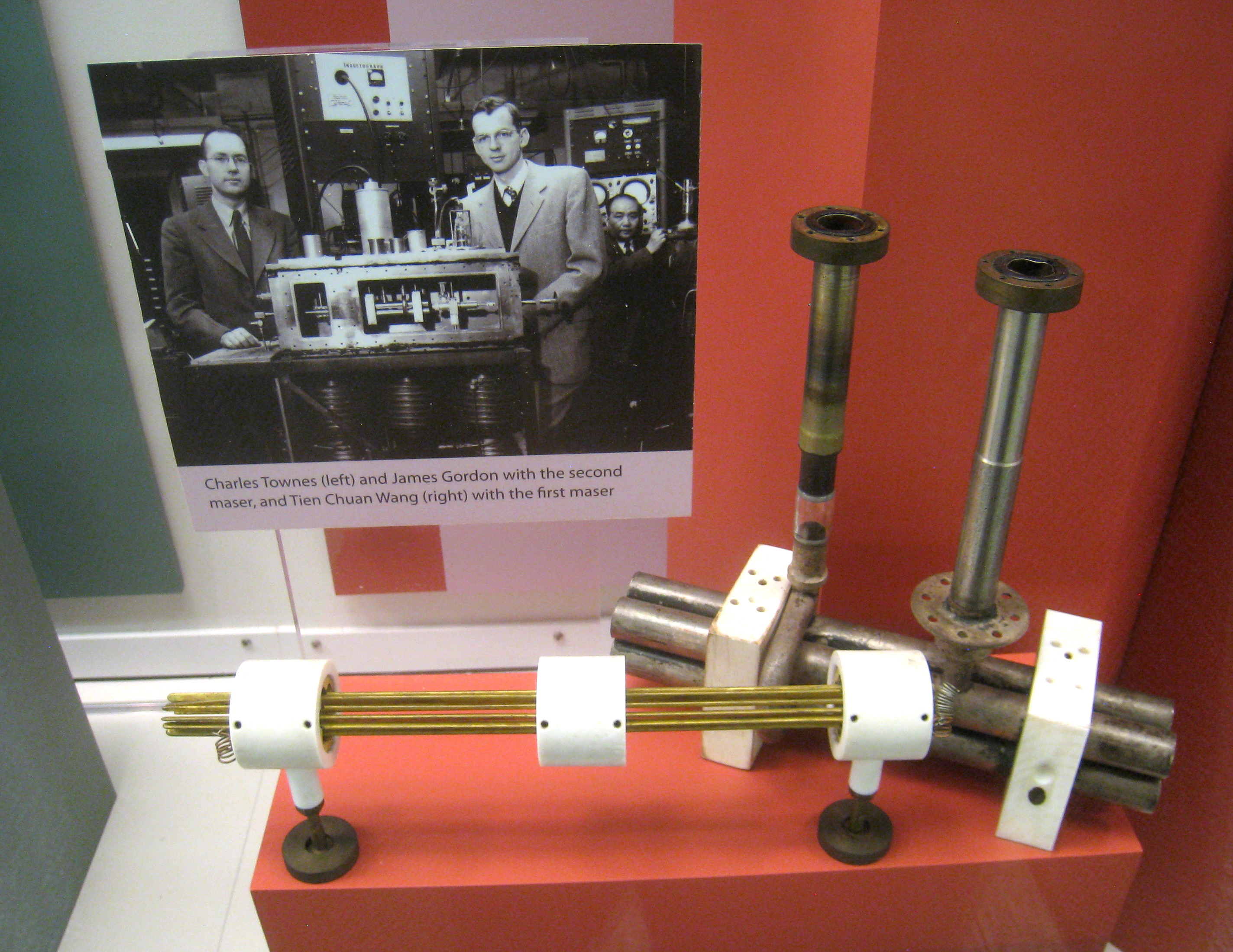
Maserkomponenten vor einem Foto von Gordon neben Townes (links) mit dem zweiten Maser, National Museum of American History, Washington D.C.

## Biographie
Gordon war der Sohn eines Firmenanwalts (bei Kraftco) und besuchte die Exeter Academy. Er studierte Physik am Massachusetts Institute of Technology (Bachelor 1949) und der Columbia University, wo er 1951 seinen Masterabschluss machte und 1955 bei Charles H. Townes promoviert wurde. Ab 1955 war er bis zu seiner Pensionierung 1996 bei den Bell Laboratories. 1958 bis 1980 leitete er dort die Abteilung für Forschung in Quantenelektronik (eine andere Bezeichnung für Quantenoptik), zunächst in Murray Hill und dann in Holmdel in New Jersey. 1962/63 war er Gastprofessor an der University of California, San Diego. 
Gordon nahm auch an Wettbewerben in Platform Tennis (siehe Paddel-Tennis) teil und gewann darin 1959 die US-Meisterschaften im Männer-Doppel.
Sein Bruder Robert S. Gordon Jr. (1926–1984) war Epidemiologe, der eine Cholera Klinik in Ostpakistan aufbaute.
Gordon war seit 1960 mit der ehemaligen Programmiererin bei den Bell Labs Susanna Bland Waldner verheiratet und hat mit ihr einen Sohn und zwei Töchter.

## Wissenschaftliche Arbeit
Gordon war als Student von Charles Townes (und dem Post-Doc Herbert Zeiger) 1953/54 an der Entwicklung des Masers beteiligt. Er promovierte damit an der Columbia University bei Townes. Später war er an den Bell Laboratories. Auch danach befasste er sich mit der Theorie des Lasers (der optischen Version des Masers), zum Beispiel bei der Untersuchung konfokaler Resonatoren (mit gekrümmten Spiegeln).
Er untersuchte später die Ausbreitung von Solitonen in Glasfasern und Störeffekte bei der Ausbreitung von Laserpulsen in Glasfasern (Gordon-Haus-Effekt mit Hermann A. Haus 1986). Mit L. F. Mollenauer und R. H. Stolen berichtete er über eine erste Beobachtung von Solitonen in Glasfasern und er erklärte die Frequenzverschiebung der Solitonen. Mit Herwig Kogelnik entwickelte er eine Theorie der Polarisationsmodendispersion (PMD) in optischen Fasern.
In den 1980er Jahren arbeitete er mit Arthur Ashkin über die Theorie von Atomen in optischen Fallen. Er entwickelte die erste Theorie von Kräften und Drehimpulsen aus der Strahlungswechselwirkung in dielektrischen Medien. und mit Ashkin entwickelte er die Theorie der Diffusion von Atomen in optischen Fallen. 
Gordon befasste sich schon in den 1960er Jahren mit Quanteninformationstheorie. 1962 untersuchte er den Einfluss der Quantenmechanik auf die Kapazität von Informationskanälen, für die Claude Shannon im klassischen Fall eine Formel aufgestellt hatte. Die von ihm aufgestellte Vermutung über eine quantenmechanische Version der Shannon Formel wurde in den 1990er Jahren von A. S. Holevo bewiesen.
Er war seit 1985 Mitglied der National Academy of Engineering, seit 1988 der National Academy of Sciences und seit 1998 IEEE Fellow. 2001 erhielt er den Willis E. Lamb Award und 2002 die Frederic Ives Medal. Er ist Fellow der American Physical Society und Fellow sowie Ehrenmitglied der Optical Society of America, deren Max Born Award er 1991 erhielt.